# Vona Gábor
Vona Gábor (született Zázrivecz Gábor, Gyöngyös, 1978. augusztus 20. –) magyar politikus, 2010 és 2018 között országgyűlési képviselő, 2006 és 2018 között a Jobbik Magyarországért Mozgalom elnöke, a 2010-es, 2014-es és a 2018-as magyarországi országgyűlési választásokon a párt miniszterelnök-jelöltje, a Jobbik parlamenti frakcióvezetője 2010–2016 között. 2007–2009 között a Magyar Gárda Egyesület elnöke volt. A 2017-es Befolyás-barométer szerint ő Magyarország 44. legbefolyásosabb személye. 2018. április 8-án, a választási vereség után lemondott a párt vezetéséről, s még abban az évben vloggerként kezdett el tevékenykedni.

## Élete
Mind anyai, mind apai ágról kisparaszti családból származik, ennek tulajdonítja a föld szeretetét és antikommunista elveit. Édesapja húgának családja ma is gazdálkodik Hevesen. Másik meghatározó családi élménye apai nagyapja – szintén Vona Gábor (Pély, 1921 – Aranyosegerbegy, 1944) – halála volt, aki Erdélyben esett el a szovjet csapatok elleni tordai harcok során. Apai nagyanyja ezután feleségül ment Zázrivecz Józsefhez, aki nevére vette a felesége gyermekét (Vona Gábor apját), emiatt lett születése után ő maga is Zázrivecz. 1978. augusztus 20-án jött világra a Heves megyei Gyöngyösön. Apja eredeti nevét Vona egyetemista korában vette fel, a család támogatása mellett. Az érettségit még Zázrivecz néven szerezte, de amint nagykorú lett, felvette nagyapja nevét.
Az ELTE Bölcsészettudományi Karán, történelem szakon végzett 2002-ben, de csak nagyon rövid ideig dolgozott a tanári pályán.  Három évig pszichológiát is hallgatott. Feleségével Óbudán éltek és nevelték első gyermeküket, Benedeket.
Az egyetem elvégzése után a Piarista Gimnázium alkalmazottja volt, majd 2004-ben elkezdett dolgozni egy nemzetközi nyelviskolánál mint oktatásszervező. 2006-ban egy biztonságtechnikai, majd 2008-tól egy szoftverfejlesztő cégnél dolgozott értékesítői feladatkörben.
Angolul középfokon, olaszul társalgási szinten beszél. Vallása római katolikus.

## Politikai pályafutása

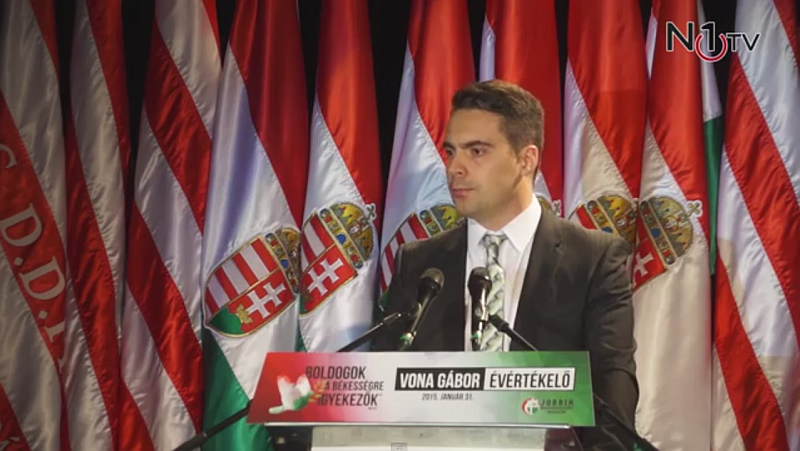
Vona Gábor évértékelő beszédet tart (2015. január 31.)

Az egyetemi tanulmányai alatt részt vett az ELTE Hallgatói Önkormányzat elnökségének munkájában, elnöke volt a Keresztény Értelmiségiek Szövetsége egyetemi alapszervezetének, 2002 után pedig Orbán Viktor meghívására tagja lett a Szövetség a Nemzetért Polgári Körnek, amelyből 2003-ban saját elhatározásából kilépett. Közéleti tevékenysége legmeghatározóbb pillanata az volt, amikor részt vett a Jobboldali Ifjúsági Közösség 1999-es megalapításában. 2001-ben tagja lett a Fidesznek. Az ifjúsági szervezetből párttá alakult Jobbik alakuló kongresszusán, 2003 őszén a párt egyik alelnökévé, a 2006. novemberi tisztújításon pedig elnökké választották. 2007 nyarán alapító tagja és első elnöke lett a a Jobbikhoz köthető, Magyar Gárda Egyesület nevű szervezetnek.
Vezetése alatt a párt gyorsan erősödött, így a 2008-ban alig 1-2%-on álló Jobbik a 2009-es európai parlamenti választáson már a 3. legnagyobb erő lett, megelőzve két akkori parlamenti pártot is. A 2010-es magyarországi országgyűlési választáson a Jobbik miniszterelnök-jelöltjeként indult, ekkor pártja a szavazatok 16,67%-át szerezte meg, tovább javítva a 2009-es eredményeket. A Jobbik parlamentbe kerülését követően annak frakcióvezetői tisztségét is elvállalta. Pártja Heves megyei listájáról sikerült bejutnia az Országgyűlésbe.
Az Országgyűlésben 2010-től három bizottságnak volt tagja, a Mezőgazdasági bizottságban, a Szőlészeti és borászati albizottságban, valamint a Megújuló energiával foglalkozó albizottságban kapott helyet.
Rendpártiság, nemzeti radikalizmus és a határon túli magyarság állampolgári jogának megadása jellemezte az általa képviselt politikát. Saját megfogalmazása szerint nemzetpolitikát kívánt folytatni.
A Jobbik 2017. május 27-én tartott közgyűlését követően Vona Gábor a 2018-as országgyűlési választáson a párt miniszterelnök-jelöltjeként indult és vállalta, hogy sikertelensége esetén lemond minden politikai tisztségéről.
A 2018-as országgyűlési választást követően nem sikerült kormányt alakítania, így lemondott pártelnöki tisztségéről. Április 9-én ezt a Jobbik elnöksége is elfogadta. Egyúttal Vona bejelentette, hogy listás parlamenti mandátumát nem veszi át, és kivonul a magyar politikai életből. 2019. október 29-én kilépett a Jobbikból.

## YouTube és a Második Reformkor Alapítvány
Politikai munkássága befejezése után vloggerkedésbe kezdett a YouTube platformon. 21Vlog keretein belül mutatja be a világot, beszél nézeteiről. Előadásokat szervez. Vlogja, YouTube-csatornája építése mellett workshopokat tart, és közösségi találkozókon is részt vesz. Létrehozta a Második Reformkor Alapítványt, amely nem őt, nem is a vlogját, hanem egyéb, fontos társadalmi ügyeket, és az azokban szerepet vállaló fiatalokat is segítené, tehetségkutatót is indított a közélettel foglalkozó influencerek számára. A névválasztás egyébként nem véletlen, a Jobbik korábbi elnöke ugyanis úgy látja, "pontosan olyan közös építkezésre van szüksége az országnak, mint a 19. században". Fontosnak tartja, hogy változzon az emberek gondolkodásmódja, ami a közéletet, a politikát illeti.
2021-ben útjára indította a Második Reformkor Alapítványon keresztül az Online Népszavazás felületét, ahol első témának a külföldön tartózkodó magyarok szavazati jogának kérdését kívánta szavazásra bocsátani. Célja, hogy később, évente több alkalommal is felületet biztosítson fontos közéleti tevékenységek megvitatására.
2023. szeptember 7-én bejelentette, hogy civil szervezetét, a Második Reformkort párttá alakítva tér vissza a politikai életbe.

## Művei
- Született augusztus 20-án (2011)[13]
- Fekete bárány, fehér holló (2013)[13]
- Míg a halál el nem áraszt (2020)[14]
- Átokból áldás – A turanizmus üzenete a 21. században (2021)[15]
- Mondj igent az emberre (2023)[16]

## Családja
2003-ban nősült, felesége Vona-Szabó Krisztina (1978) történész. Gyermeke: Vona Benedek (2005)